# مارينا بيخ رومانشوك
مارينا بيخ رومانشوك (مواليد 18 يوليو 1995م) هي لاعبة قفز طويل أوكرانية فازت بالميدالية الفضية في بطولة أوروبا 2018م وبفضية بطولة العالم 2019م.